# Biras
Biras – miejscowość i gmina we Francji, w regionie Nowa Akwitania, w departamencie Dordogne.
Według danych na rok 1990 gminę zamieszkiwały 372 osoby, a gęstość zaludnienia wynosiła 19 osób/km² (wśród 2290 gmin Akwitanii Biras plasuje się na 817. miejscu pod względem liczby ludności, natomiast pod względem powierzchni na miejscu 546.).
- Biras. cc-brantomois.fr. [zarchiwizowane z tego adresu (2007-05-13)]. (fr.).